# オスロ市電SL79形電車
SL79は、ノルウェーの都市・オスロの路面電車のオスロ市電に在籍する電車。ドイツとノルウェーで製造された2車体連接車である。形式名の「SL79」は1979年に発注が実施された連接式路面電車（Sporvogn Ledd）を意味する。

## 概要
1960年代以降、オスロ市議会はオスロ市内に存在した路面電車を将来的に廃止する方針を示しており、新型車両の導入についても1958年に製造されたSM53を最後に停止したままであった。だが、1970年代の石油危機をきっかけに路面電車の見直しが進んだことで方針が転換され、1977年にオスロ市議会は路面電車の恒久的な存続を決定した。これを受け、当時オスロ市電を運営していたオスロ市交通公社がドイツのデュッセルドルフ車両製造（→デュワグ）に発注を実施したのがSL79である。
片運転台式の2車体連接車で、両端の台車に出力217 kwの主電動機が設置されている。制動装置には電力が回収可能な回生ブレーキやディスクブレーキが用いられている。制御装置には電機子チョッパ制御方式が採用されているが、これは路面電車車両における初期の事例の1つである。

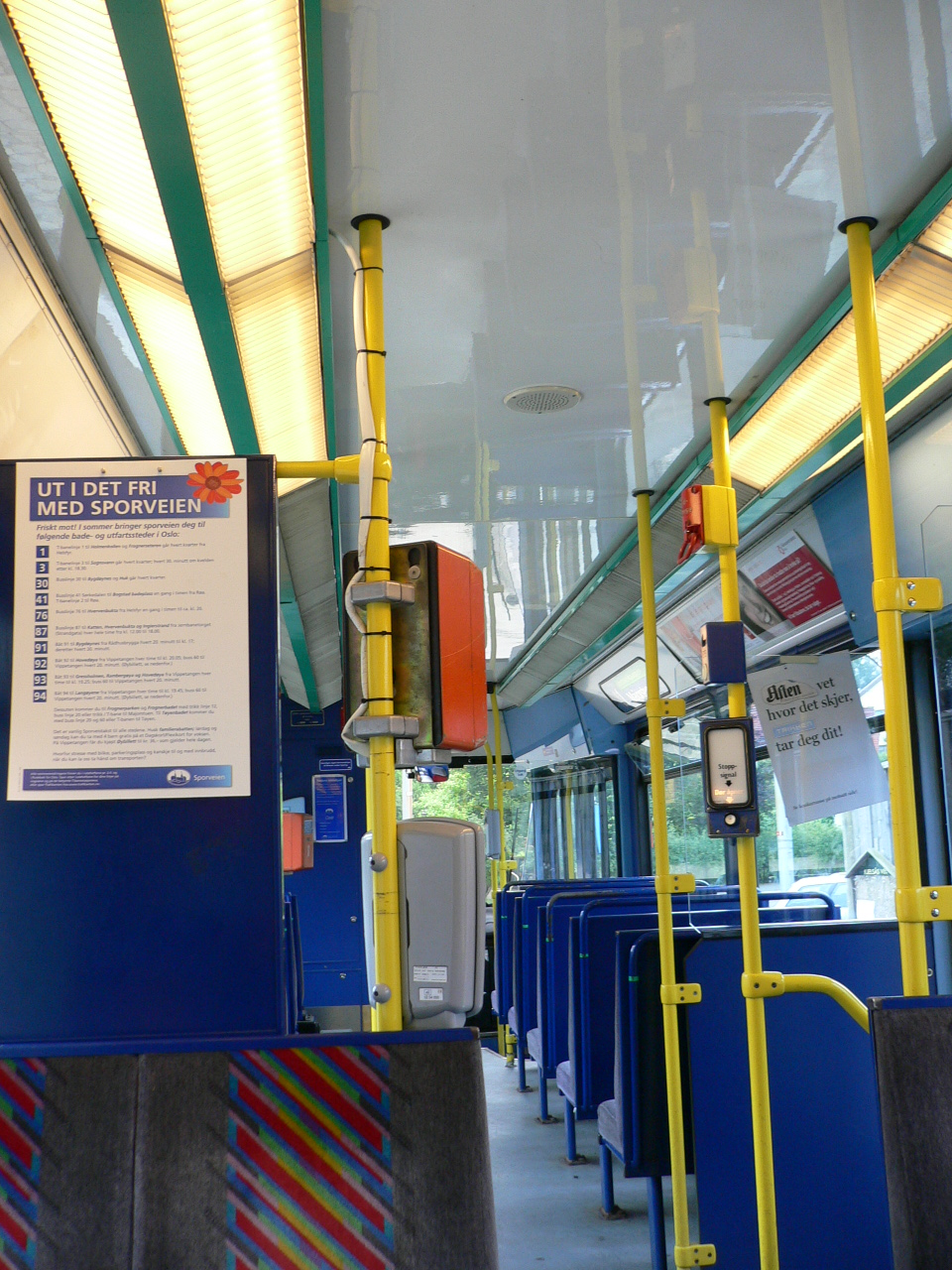
車内
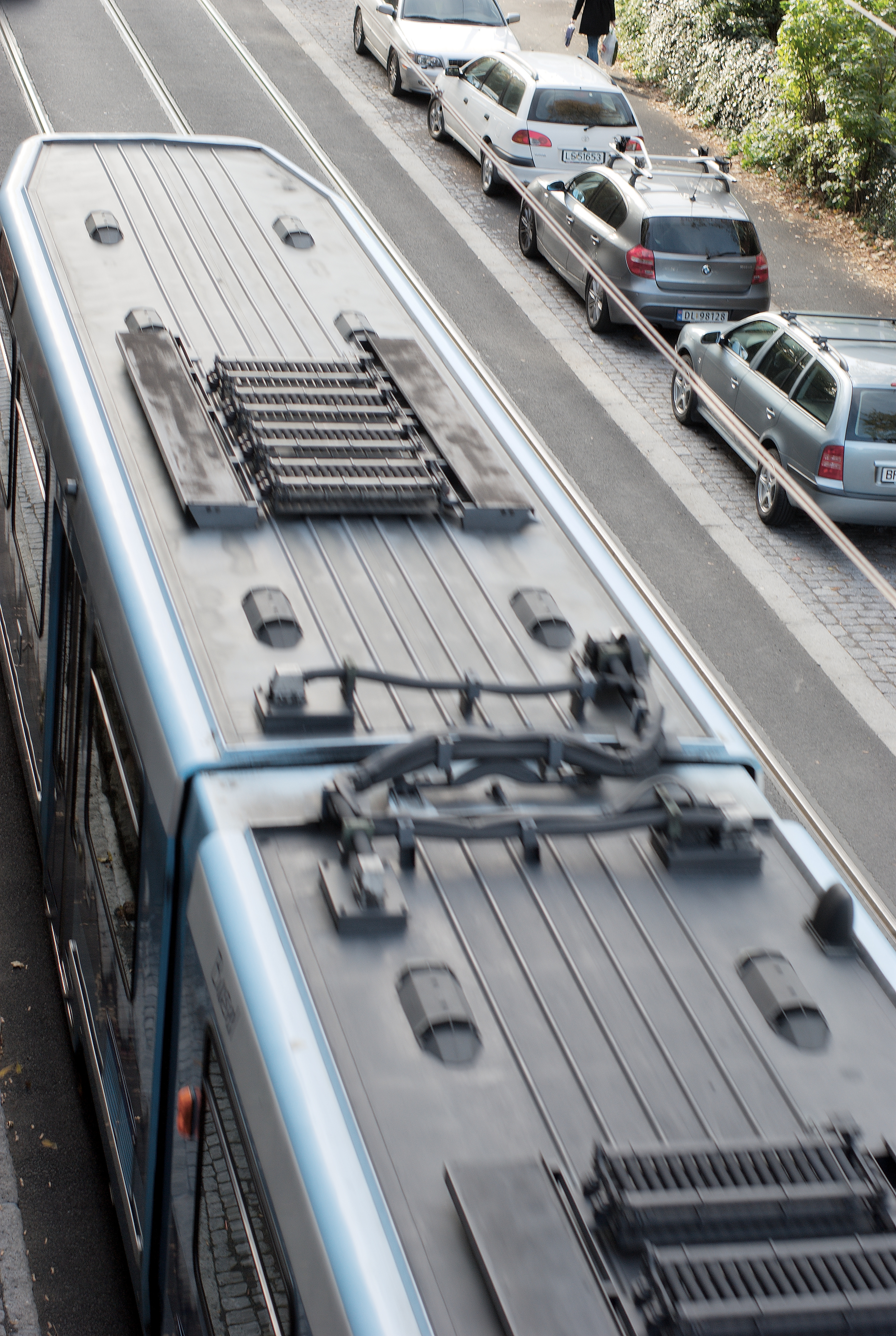
屋根上の機器

## 運用
デュワグがドイツの工場で生産した最初の車両は1982年にオスロに到着し、同年7月2日から営業運転を開始した。その後同年中にデュワグ製の10両（101 - 110）の導入が完了した一方、翌1983年からは同社とライセンス契約を結んだノルウェーのストロメン工場製の車両の導入が始まり、同年から1984年（111 - 125）、1989年から1990年（126 - 140）まで2次に渡って導入が実施された。これらの車両のうち、デュワグ製およびストロメン工場製の1次車をSL79/I、ストロメン工場製の2次車をSL79/IIと呼び区別する場合もあり、後者については扉配置や座席の構造の見直しが実施されている。
2021年現在も40両全車が在籍しており、終端にループ線が存在する11・12・19号線を中心に使用されているが、オスロ市電には2020年代前半以降に新型電車を導入する計画が存在しており、それに置き換えられる形でSL79は2024年までに営業運転を終了する事になっている。

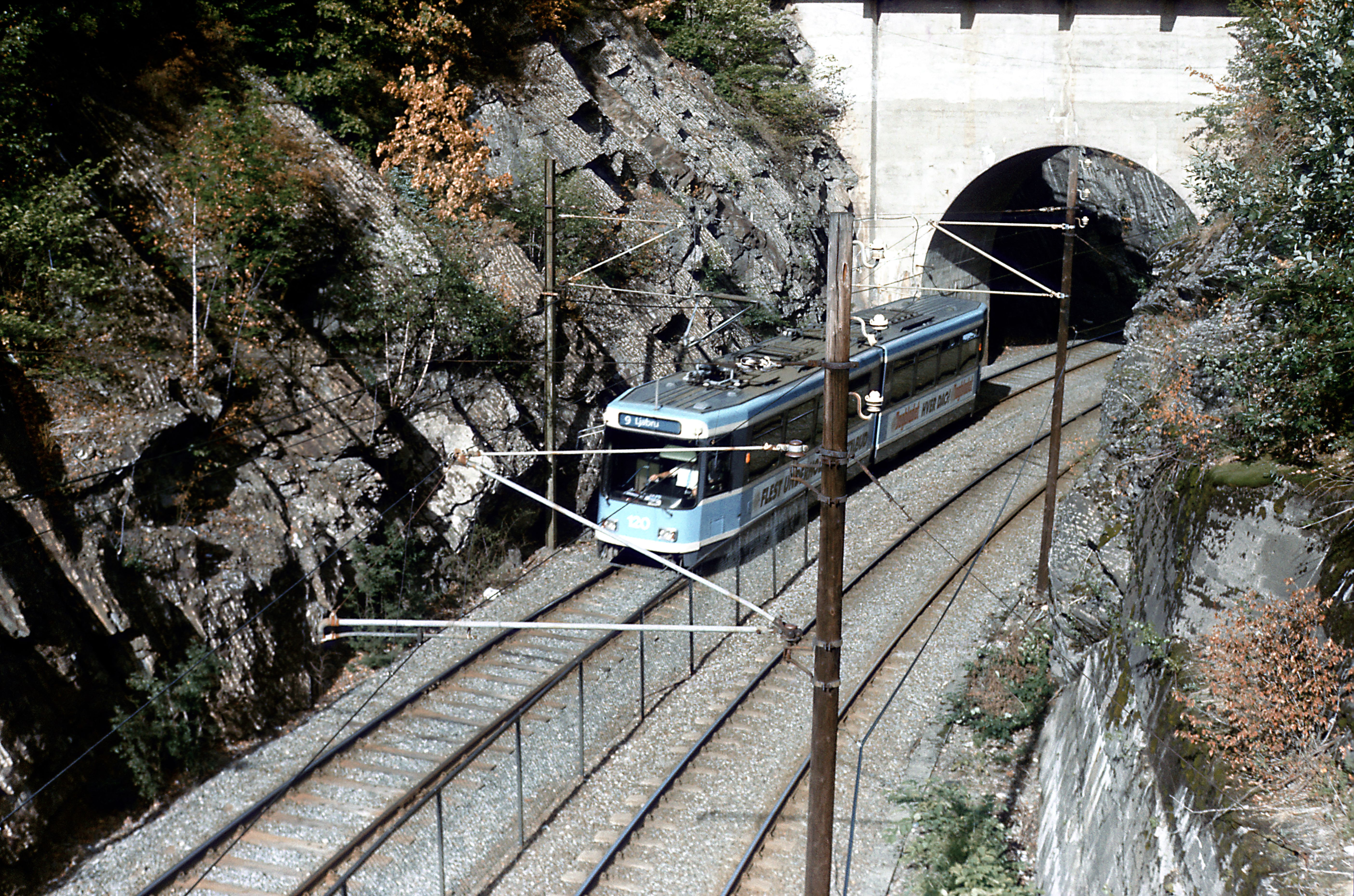
登場時の塗装（120、1992年撮影）
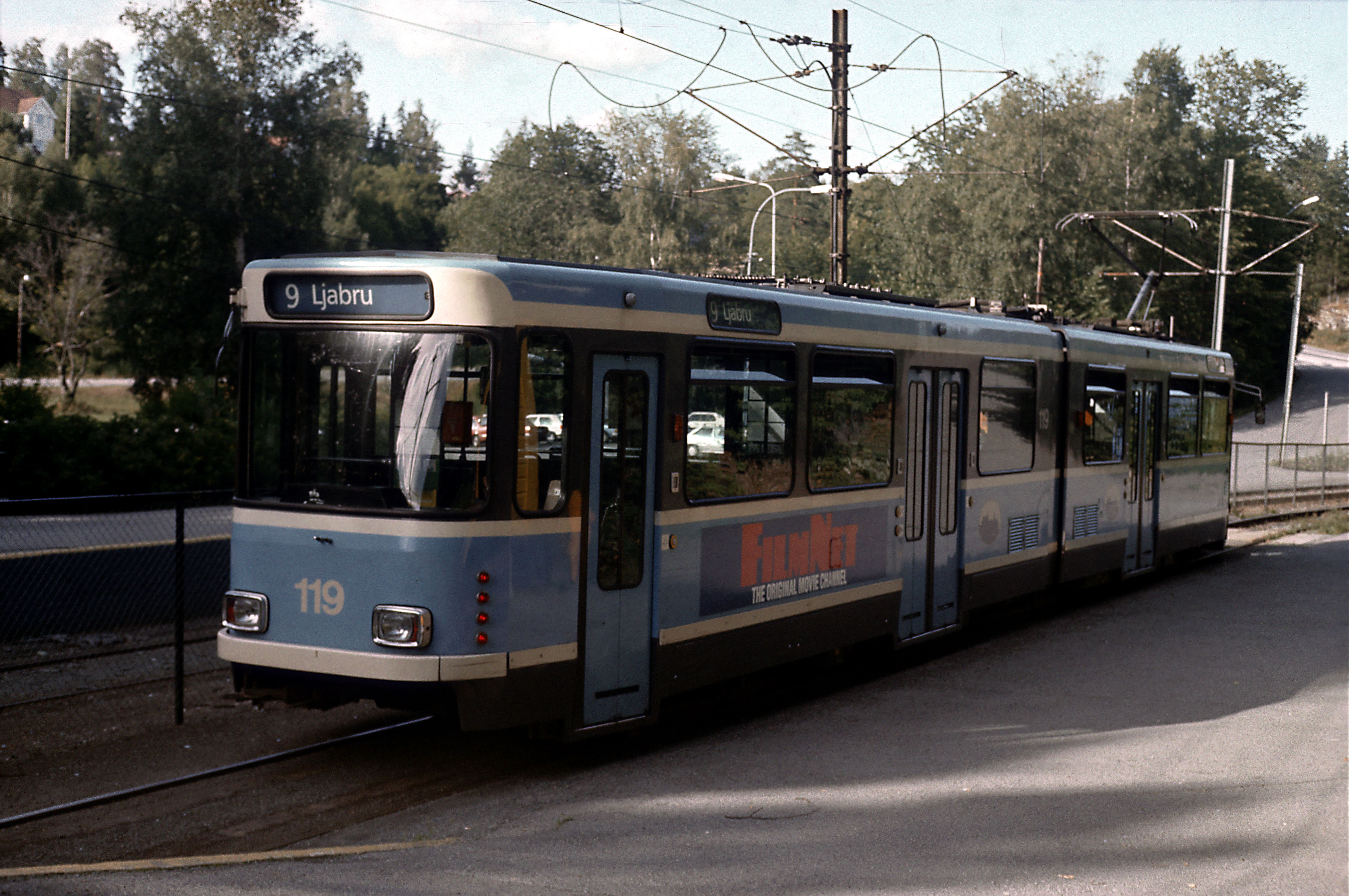
登場時の塗装（119、後方、1992年撮影）
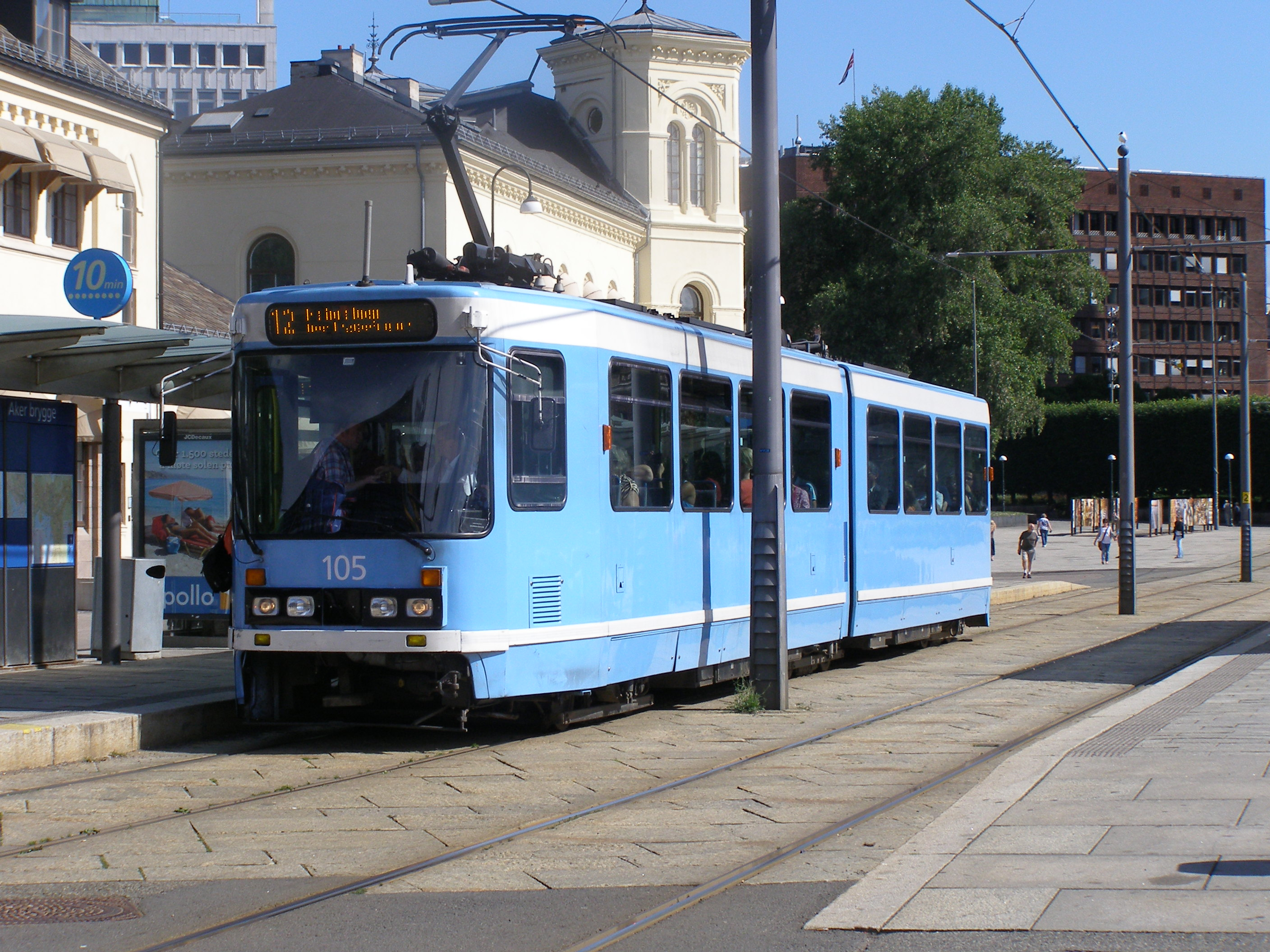
現行塗装（105、2009年撮影）

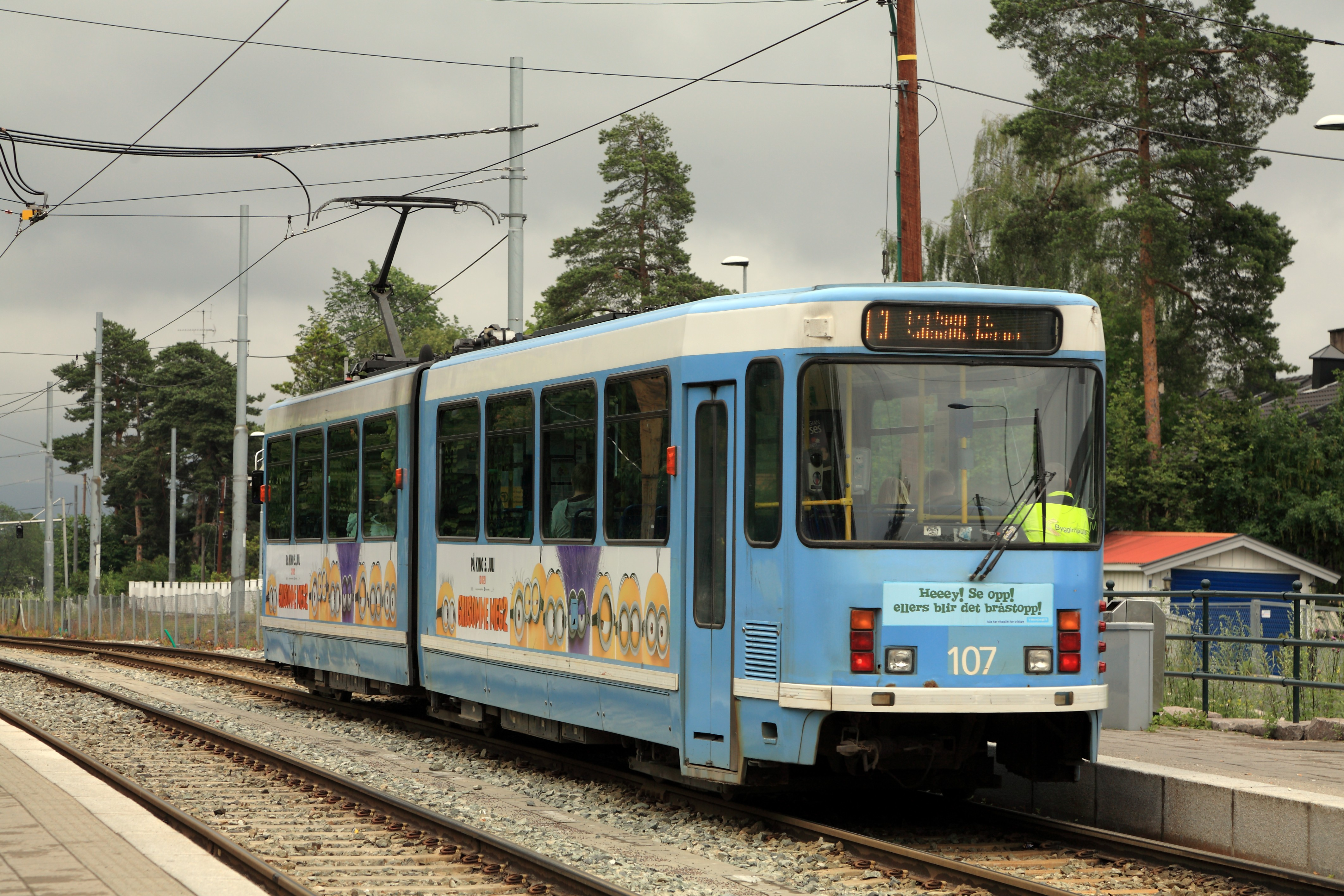
SL79/I（後方、107） 後方車体の左側に片開き扉が存在する（2013年撮影）
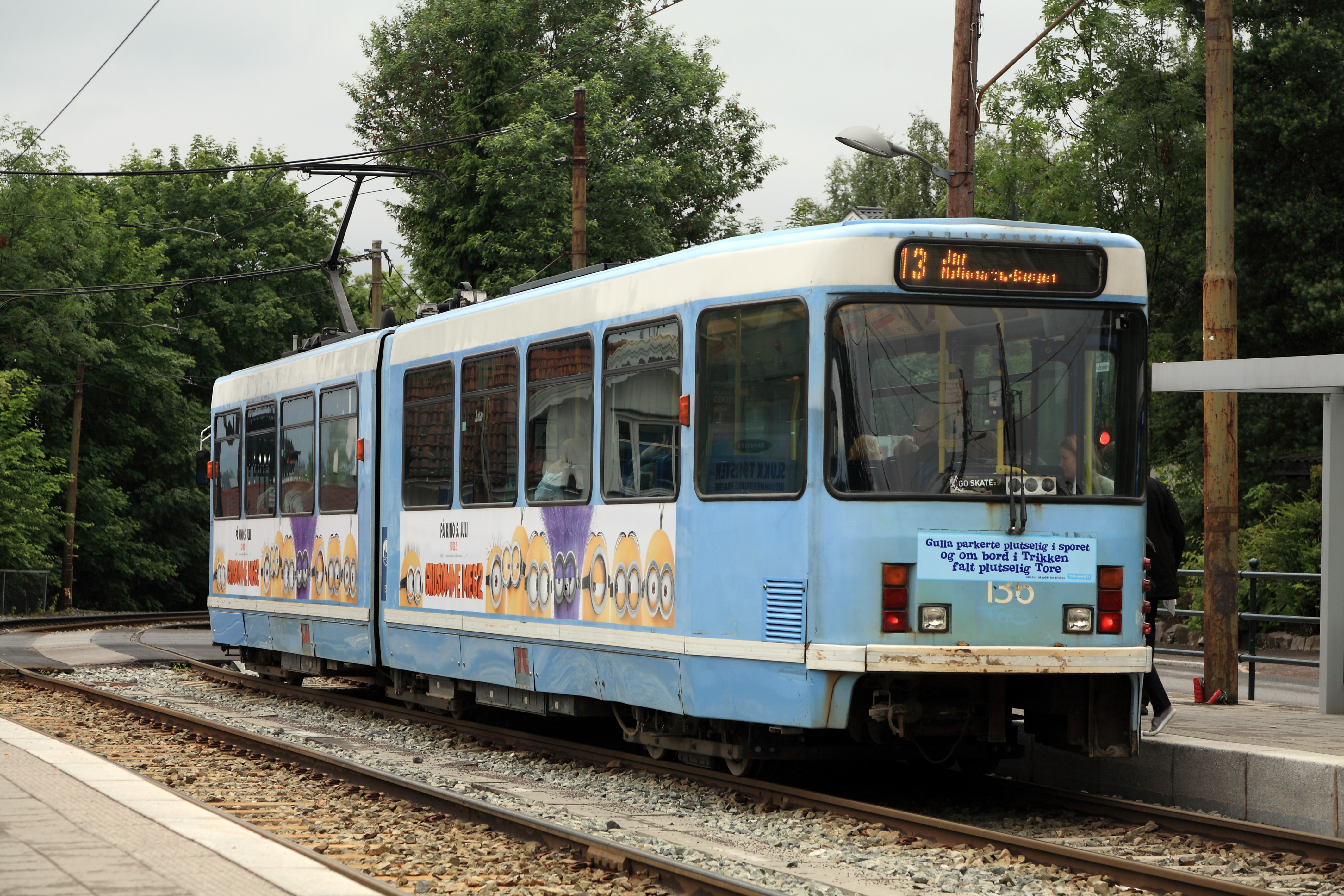
SL79/II（後方、137） 車体左側に乗降扉は存在しない（2013年撮影）